# Ravigny
Ravigny ist eine französische Gemeinde mit 230 Einwohnern (Stand: 1. Januar 2022) im Département Mayenne in der Region Pays de la Loire; sie gehört zum Arrondissement Mayenne und zum Kanton Villaines-la-Juhel. 

## Geographie
Ravigny liegt etwa 53 Kilometer ostnordöstlich von Mayenne und etwa 14 Kilometer westnordwestlich von Alençon. Die Gemeinde gehört zum Regionalen Naturpark Normandie-Maine. Umgeben wird Ravigny von den Nachbargemeinden Gandelain im Nordwesten und Norden, Saint-Denis-sur-Sarthon im Norden und Osten, La Ferrière-Bochard im Südosten, Saint-Pierre-des-Nids im Süden sowie Champfrémont im Südwesten und Westen.

## Bevölkerungsentwicklung
| 1962                       | 1968 | 1975 | 1982 | 1990 | 1999 | 2006 | 2019 |
| -------------------------- | ---- | ---- | ---- | ---- | ---- | ---- | ---- |
| 251                        | 262  | 235  | 206  | 186  | 198  | 209  | 229  |
| Quellen: Cassini und INSEE |      |      |      |      |      |      |      |

## Sehenswürdigkeiten

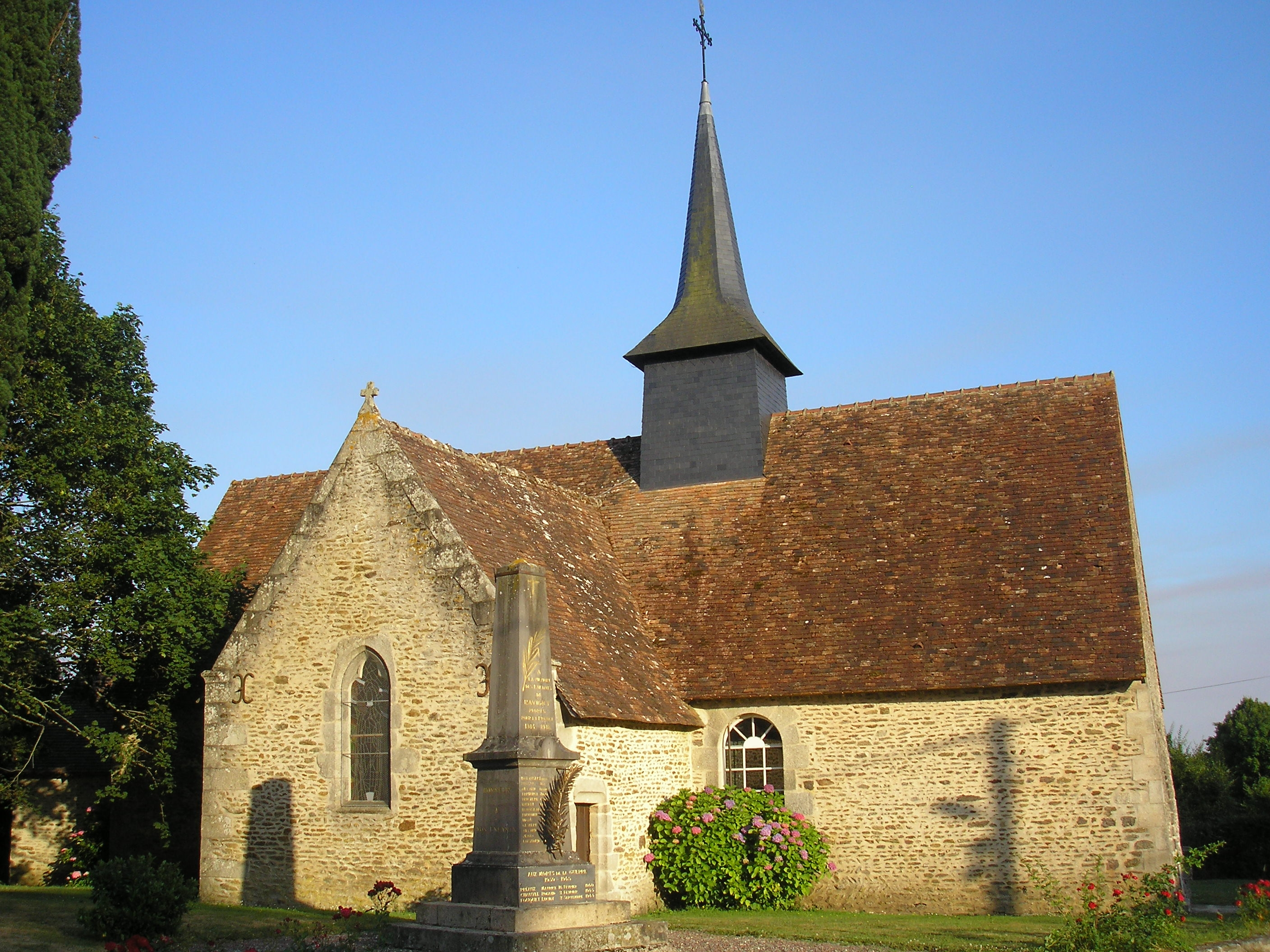
Kirche Saint-Julien

- Kirche Saint-Julien aus dem 12. Jahrhundert